# Перший Український морський інститут
Першій Український морський інститут (англ. First Ukrainian maritime institute) - приватний вищий навчальний заклад, створений в 2005 році в м. Севастополі з ініціативи та на базі судноплавної компанії ВАТ «Югрефтрансфлот». Інститут є членом Міжнародної морської асоціації підрядників [Архівовано 26 грудня 2005 у Wayback Machine.] (IMCA м. Лондон, Велика Британія) та Великої Хартії Університетів [Архівовано 1 травня 2012 у Wayback Machine.] (MAGNA CHARTA UNIVERSITATUM м. Болонья, Італія]

## Форми навчання
— Очна

— Заочна

Інститут має всі необхідні ліцензії та сертифікати, видані Міністерством освіти і науки, молоді та спорту України, Міністерством інфраструктури Україні, Міністерством соціальної політики України.

## Структура інституту
Існує єдиний навчальний комплекс, до складу якого входять такі структурні підрозділи:

— Ліцей, надходження на основі базової або повної загальної середньої освіти (без сертифіката). По закінченню видається свідоцтво кваліфікованого працівника;

— Коледж, надходження на основі базового за результатами вступних іспитів, або повної загальної середньої освіти за сертифікатами або дипломів / свідоцтв кваліфікованого працівника. По закінченню видається диплом молодшого спеціаліста;

— Перший Український морський інститут надходження на основі дипломів молодшого спеціаліста на старші курси або повної загальної середньої освіти за сертифікатами;

— Навчально-тренажерні центри для підготовки плавскладу морських суден різного типу;

— Служба працевлаштування (крюїнгова компанія).

## Факультети та напрями підготовки
Факультети та напрями підготовки

В інституті функціонують 4 факультети:

• Судноводіння;

• Судновій енергетики;

• Туризму, готельно-ресторанного і круїзного бізнесу;

• Транспортних технологій та менеджменту;

які об'єднують 10 кафедр і готують бакалаврів по 12 напрямках, в тому числі:

• Морський та річковий транспорт;

• Електромеханіка;

• Транспортні технології на морському транспорті;

• Економіка підприємств;

• Менеджмент;

• Водні біоресурси та аквакультура;

• Філологія;

• Готельно-ресторанна справа;

• Управління персоналом та економіка праці;

• Товарознавство і торговельне підприємництво;

• Харчові технології;

• Туризм,

та спеціалістів (на базі диплома бакалавра) по 3 спеціальностями: Судноводіння, Експлуатація суднових енергетичних установок, Організація перевезень та управління на морському транспорті.

## Сайти
Офіційний сайт институту